# PaterNoster
PaterNoster ist ein Karten- und Gedächtnisspiel des deutschen Spieleautors Uli Geißler, das zuerst im Jahr 1990 bei dem Verlag F.X. Schmid erschienen ist. Weitere deutsche Ausgaben erschienen im Rahmen der Think-Reihe von Ravensburger. Bei dem Spiel müssen sich die Spieler die wechselnden Positionen von Karten auf dem Tisch merken.

## Thema und Ausstattung
Bei PaterNoster handelt es sich um ein Spiel, bei dem sich die Spieler die wechselnden Positionen eines Kartensets auf dem Tisch merken und ihre eigenen Fahrgastkarten möglichst schnell loswerden müssen. Die Kartenpositionen werden abhängig von einer um die Auslage wandernden Spielfigur verändert und die Spieler haben jeweils ein Kartenset auf der Hand, das sie im Spiel ablegen müssen. Gewinner ist der Spieler, der zuerst keine Karten mehr auf der Hand hat. Angelehnt ist das Spiel an das Prinzip eines Paternosteraufzug, nach dem es benannt ist.
Das Spielmaterial besteht neben einer Spielanleitung aus neun Paternosterkarten, sechs Kartensets mit je neun Fahrgastkarten, einer Spielfigur, einem  sechsseitigen Würfel und 15 Tempochips.

## Spielweise
Vor dem Spiel werden die neun Paternosterkarten gemischt und verdeckt in zwei Fünferreihen mit einer Lücke ausgelegt. Jeder Spieler bekommt ein Fahrgastkartenset aus ebenfalls neun Karten, die bei allen Spielern gleich sind und jeweils zu einer Paternosterkarte gehören, und die Tempochips werden bereit gelegt. Die Spielfigur  wird neben die Lücke der Auslage gestellt und den Würfel bekommt ein Startspieler.
Alle Spieler nehmen ihre Handkarten auf, gewürfelt wird reihum im Uhrzeigersinn. In jeder Runde würfelt ein Spieler und zieht die Spielfigur im Uhrzeigersinn um die Kartenauslage, sodass sie neben einer der verdeckten Karten stehen bleibt. Nun müssen alle Spieler anhand ihrer Handkarten einen Tipp abgeben, welche verdeckte Karte an dieser Stelle liegt. Sie wählen eine Handkarte aus und legen sie verdeckt vor sich ab, danach werden alle gleichzeitig aufgedeckt. Danach wird die Karte neben der Figur aufgedeckt und alle Spieler, die eine passende Karte getippt haben, dürfen diese verdeckt ablegen. Ist der Tipp falsch, nehmen die Spieler die Karten wieder auf die Hand. Während der gesamten Tipphase dürfen die Spieler reden und auch bluffen. Nachdem alle Tipps abgehandelt sind, wird die aufgedeckte Paternosterkarte verdeckt in die bisherige Lücke gelegt und verändert so ihre Position.
Wenn die Spieler ihre Tipps abgeben, können sie auch eine bereits abgelegte Karte nutzen. Ist ein solcher Tipp korrekt, bekommen sie einen Tempochip; ist er falsch, müssen die Spieler diese Karten wieder auf die Hand nehmen. Einen Tempochip kann ein Spieler einsetzen, um die Würfelzahl um je ein Würfelauge zu erhöhen oder zu reduzieren; dabei können auch mehrere Tempochips in einer Runde genutzt werden.
Das Spiel endet, wenn ein Spieler alle seine Karten ablegen konnte. Dieser Spieler gewinnt das Spiel.

## Versionen und Rezeption
Das Spiel PaterNoster wurde von dem deutschen Spieleautor Uli Geißler entwickelt und wurde 1990 bei dem deutschen Verlag F.X. Schmid veröffentlicht. Der Verlag F.X. Schmid wurde 1996 von der Ravensburger AG übernommen und als Marke  weiter verwendet. PaterNoster erschien 1998 in leicht modifizierter Form in der Think-Reihe des Ravensburger-Verlags als Think: Paternoster mit anderen Motiven. Zudem erschienen mit Vanished! 1990 bei bePuzzled in den Vereinigten Staaten und mit Comings & Goings 1991 bei Gibsons in Großbritannien jeweils englischsprachige Versionen, die auf PaterNoster aufbauen.
Als das Spiel 1990 bei den Internationalen Spieletagen in Essen erschien, wurde es von Claus Voigt in der Pöppel-Revue als „spielerisches Denkmal“ für „einen alten Fahrstuhl“ bezeichnet: „Uli Geißler hat nun diesen Paternostern ein spielerisches Denkmal gesetzt. Er hat einen alten, wohl bekannten Spielemechanismus, das des Memory, genommen und läßt verschiedene Personen in seinem Paternoster rotieren.“ Er resümierte: „Paternoster ist ein einfaches schnelles Spiel, das einen bewährten Grundmechanismus benutzt. Idee, Graphik und Spielmaterial sind tadellos. Auf Grund seiner Idee ist es sowohl mit Kindern als auch mit Erwachsenen zu spielen.“ In einer Nachbemerkung stellte er das Spiel in den Kontext weiterer „Enkel und Urenkel des guten alten Memory“, vor allem Sagaland von Alex Randolph und Michel Matschoss, Hexentanz von Björn Hölle und Till Eulenspiegel von Karl-Heinz Schmiel.

## Belege
1. 1 2 3 4 5 6  Spieleanleitung PaterNoster, F.X. Schmid 1990.
2. 1 2 3  PaterNoster, Versionen bei BoardGameGeek. Abgerufen am 27. Juli 2019.
3. 1 2 3  Claus Voigt: Einem alten Fahrstuhl spielerisch ein Denkmal gesetzt. Die Pöppel-Revue 3/1990, S. 22–23.